# (19920) 1978 NF
1978 أن أف (ويعرف أيضًا باسم (19920) 1978 أن أف وفق تسمية الكوكب الصغير) (بالإنجليزية: 1978 NF)‏ هو كويكب ضمن حزام الكويكبات؛ وترتيبه 19920 من حيث الاكتشاف.
اكتُشف هذا الجُرم الفلكي بواسطة يوجين ميرل شوميكر في 10 يوليو 1978.

## وصلات خارجية
- (19920) 1978 NF في قاعدة بيانات مختبر الدفع النفاث لأجرام النظام الشمسي الصغيرة

- الاكتشاف · مخطط المدار ·  العناصر المدارية · المعلمات المادية

- (19920) 1978 NF على موقع ويكي سكاي: DSS2, SDSS, GALEX, IRAS, Hydrogen α, X-Ray, Astrophoto, Sky Map, Articles and images